# Kościół św. Hieronima Chorwatów w Rzymie
Kościół św. Hieronima Chorwatów w Rzymie (wł. Chiesa di San Girolamo dei Croati) – rzymskokatolicki kościół tytularny w Rzymie.
Świątynia ta, jako kościół rektoralny parafii San Lorenzo in Lucina, jest rzymskim kościołem narodowym Chorwatów. Jest też kościołem tytularnym kardynała-prezbitera.

## Lokalizacja
Kościół znajduje się w IV Rione Rzymu – Campo Marzio przy Via Tomacelli 132, wejście główne znajduje się od strony Via Ripetta.

## Patron
Patronem świątyni jest św. Hieronim – pochodzący ze Strydonu (na granicy Panonii i Dalmacji) tłumacz Biblii żyjący na przełomie IV i V wieku, uznawany za jednego z czterech wielkich Doktorów Kościoła zachodniego. Jego przekład Pisma Świętego na łacinę znany jest jako Wulgata.

## Historia
Po raz pierwszy kościół stojący w tym miejscu był wzmiankowany w XI wieku, miał on nosić wezwanie Santa Marina de Posterula (prawdopodobnie był pod wezwaniem św. Pelagii z Antiochii). Kościół ten w XV wieku popadł w ruinę, a w 1453 roku miejsce to zostało przekazane chorwackim duchownym przez papieża Mikołaja V. Kościół został naprawiony i poświęcony św. Hieronimowi. W 1587 roku papież Sykstus V nakazał przebudowę świątyni, do dekoracji kościoła wykorzystano elementy uzyskane w trakcie rozbiórki starożytnego Septizonium.
Podczas renowacji w 1847 roku Pietro Gagliardi wykonał cykl fresków. Kolejna renowacja miała miejsce pod koniec XX wieku.

## Architektura i sztuka
Kościół zbudowano z cegły, natomiast ramy okienne gzymsy są kamienne, fasadę wykonano z trawertynu. Plan kościoła opiera się na krzyżu łacińskim. Ma on trzy nawy z transeptem, każda z naw bocznych została podzielone na trzy kaplice.
Dzwonnica
Ceglana dzwonnica ma trzy kondygnacje powyżej linii dachu. Pierwsza kondygnacja jest niska, z kwadratowym oknem w każdej strony. Druga z kolei jest wysoka, z wąskim łukowatym otworem z każdej strony otoczonym ceglanymi pilastrami doryckimi podtrzymującymi belkowanie z wystającym kamiennym gzymsem. Trzecia kondygnacja jest niska, z okrągłym otworem z każdej strony. Dzwonnicę wieńczy niewielka kopuła.
Fasada
Architektem dwukondygnacyjnej fasady był Martino Longhi (starszy). Pierwsza kondygnacja ma trzy jońskie pilastry po obu stronach wejścia. Pomiędzy każdą parą pilastrów znajduje się pusta nisza, z prostokątnymi płycinami powyżej i poniżej. Fryz belkowania podparty przez pilastry ma napis dedykacyjny wymieniający papieża Sykstusa V. Drzwi umieszczone są w ozdobnym portalu zwieńczonym trójkątnym naczółkiem.
Druga kondygnacja ma cztery  korynckie pilastry o częściowo kanelowanych trzonach, podtrzymujące belkowanie i trójkątny fronton, na którego tympanonie znajduje się herb papieża Sykstusa V z festonami po bokach. Pośrodku tej kondygnacji znajduje się duże prostokątne okno z festonami poniżej i skrzydlatą głową putta powyżej.
Wnętrze kościoła
Wnętrze jest bogato zdobione freskami. Łuki arkadowe nawy głównej są oddzielone pilastrami korynckimi podtrzymującymi belkowanie, na tych pilastrach są freski przedstawiające Apostołów, nad każdym z nich znajduje się anioł trzymający napis z imieniem danego Apostoła.
Sufit o sklepieniu kolebkowym ma po trzy lunety okienne, pomiędzy którymi znajdują się czterej prorocy więksi (Izajasz, Jeremiasz, Ezechiel i Daniel). Duży centralny panel przedstawia Triumf Kościoła Wojującego.
Na suficie skrzyżowania nawy i transeptu znajduje się fresk Giovanniego Guerry z 1590 roku. Ma on efekt iluzjonistyczny patrzenia w kolumnadę kopuły. Główna scena przedstawia Trójcę Świętą wskazywaną przez św. Jana Chrzciela. Pendentywy ozdobione zostały przez Paolo Guidottiego freskami przedstawiającymi Ewangelistów.
Na końcach transeptu znajdują się dwa freski Gagliardiego: Ukrzyżowanie po prawej i Adoracja Trzech Króli po lewej stronie.
Boki kwadratowego prezbiterium zajmują stalle. Ołtarz ma kształt starożytnego sarkofagu z okuciami z pozłacanego brązu. Nad ołtarzem zawieszono baldachim ozdobiony frędzlami. Freski w prezbiterium zostały wykonane przez kilku artystów: Guerra, Antonio Viviani i Lilio. Malowidło na tylnej ścianie przedstawia Wyświęcenie św. Hieronima na kapłana w Antiochii w Syrii, na prawej ścianie bocznej Debatę św. Hieronima o Piśmie świętym przed papieżem Damazym, na lewej Dysputę św. Hieronima na temat doktryny na pustyni Chalkis. Na sklepieniu prezbiterium znajduje się przedstawienie Boga Ojca w centralnym tondo, z bocznymi panelami przedstawiającymi aniołów.

Kaplice boczne
Kaplica św. Antoniego z Padwy
Pierwsza kaplica po prawej stronie poświęcona jest św. Antoniemu z Padwy. Ołtarz autorstwa Michelangelo Cerruti z 1718 roku przedstawia Matkę Bożą adorowaną przez świętych Antoniego, Filipa Neri i Franciszka z Paoli.
Kaplica Madonna della Stella
Jest to druga kaplica po prawej stronie. Ołtarz z 1745 roku jest uważany za dzieło Filippo Bracci. Freski na bocznej ścianie są autorstwa Gagliardi, po prawej stronie znajdują się Narodziny Maryi, po lewej Wniebowzięcie Matki Bożej.
Kaplica św. Anny
Trzecia kaplica po prawej jest poświęcony św. Annie, ołtarz autorstwa Giuseppe Puglii ukazuje ją z Matką Bożą i Dzieciątkiem Jezus.
Kaplica św. Hieronima
Pierwsza kaplica po lewej stronie poświęcona jest św. Hieronimowi, ołtarz autorstwa Apulii ukazuje patrona jako pustelnika studiującego Pismo Święte. Freski na ścianach bocznych autorstwa Gagliardi przedstawiają św. Jana Chrzciciela i św. Pawła.
Kaplica Matki Bożej Bolesnej
Druga kaplica po lewej stronie poświęcona jest Matce Bożej Bolesnej, ołtarz jest autorstwa Apulii. Freski na ścianach przedstawiają Agonię w ogrodzie i Cierniem koronowanie Gagliardi.
Kaplica świętych Cyryla i Metodego
Trzecia kaplica po lewej jest poświęcona świętym Cyrylowi i Metodemu, ołtarz przedstawiający patronów kaplicy jest autorstwa Benignio Waug.

## Kardynałowie prezbiterzy
Kościół św. Hieronima Chorwatów jest jednym z kościołów tytularnych nadawanych kardynałom-prezbiterom (Titulus Sancti Hieronymi Croatarum). Tytuł ten został ustanowiony 8 lutego 1566 roku
- Prospero Santacroce (1566-1570)
- Felice Peretti (1570-1585)
- Alessandro Peretti de Montalto (1585)
- Pedro de Deza (1587-1597)
- Simeone Tagliavia d’Aragonia (1597-1600)
- Felice Centini (1612-1613)
- Matteo Priuli (1616-1621)
- Giovanni Delfino (1621-1622)
- vacat (1622-1632)
- Péter Pázmány (1632-1637)
- vacat (1637-1642)
- Francesco Peretti di Montalto (1642-1655)
- vacat (1655-1657)
- Girolamo Buonvisi (1657-1677)
- vacat (1677-1681)
- Giovanni Battista de Luca (1681-1683)
- vacat (1683-1689)
- Lipót Kollonics (1689-1707)
- vacat (1707-1720)
- Cornelio Bentivoglio (1720-1727)
- Leandro di Porzia (1728)
- Sinibaldo Doria (1731-1733)
- vacat (1733-1745)
- Giacomo Oddi (1745-1756)
- Pietro Paolo Conti (1759-1763)
- vacat (1763-1780)
- František Herczan (1780-1782)
- Francesco Carrara (1785-1791)
- vacat (1791-1801)
- Cesare Brancadoro (1801-1820)
- vacat (1820-1836)
- Gabriel della Genga Sermattei (1836-1861)
- Antonio Maria Panebianco (1861)
- Giuseppe Andrea Bizzarri (1863-1875)
- Luigi Serafini (1877-1888)
- Serafino Vannutelli (1889-1893)
- Lőrinc Schlauch (1894-1902)
- Andrea Aiuti (1903-1905)
- vacat (1905-1911)
- František Saleský Bauer (1912–1915)
- Raffaele Scapinelli di Léguigno (1916-1933)
- Santiago Copello (1935-1959)
- Gustavo Testa (1959-1969)
- vacat (1969–1973)
- Paolo Bertoli (1973-1979)
- Franjo Kuharić (1983-2002)
- Josip Bozanić (2003–nadal)